# ریکته ویل
شهر ریکته ویل  در بخش اورژان در ایالت زوریخ در کشور سوئیس واقع شده‌است که ۱۰٬۸۰۰ نفر جمعیت دارد.